# Махиня Микола Борисович
Мико́ла Бори́сович Махи́ня (нар. 17 (30) листопада 1912, Канів, Київська губернія — пом. 15 березня 1990, Київ) — радянський футболіст, нападник. По завершенні ігрової кар'єри — футбольний тренер. Заслужений майстер спорту СРСР (1946), заслужений тренер УРСР (1962)
Насамперед відомий як гравець виступами за «Динамо» (Київ). Автор першого гола «Динамо» в чемпіонатах СРСР — 24 травня 1936 року в ворота московського «Динамо». Як тренер найбільш відомий тренуванням київської армійської команди, з якою двічі ставав чемпіоном УРСР.

## Біографія

### Кар'єра гравця
Народився 17 (30) листопада 1912 року в Каневі.
У футбол почав грати 1927 року в Києві в команді «Водник», за яку виступав п'ять років.
У 1932 році молодий нападник перейшов в київське «Динамо». Крім ігор за динамівський колектив, в 1935 році, в складі команди УПВО (Управління прикордонної та внутрішньої охорони), брав участь в матчах на першість Києва.
Навесні 1936 року стартував перший клубний чемпіонат СРСР. Свій дебютний поєдинок київські динамівці зіграли 24 травня, проти одноклубників з Москви. Матч закінчився розгромною поразкою української команди з рахунком 1:5. Свій єдиний гол кияни забили лише на 80-й хвилині, відзначився Махиня, ставши автором першого в історії команди голи в чемпіонатах СРСР. Наступні ігри динамівці Києва провели набагато впевненіше, в результаті завоювавши срібні медалі.
У другому чемпіонаті країни, кияни виступили менш вдало, посівши 6 місце, а Микола з 4 забитими голами став найкращим серед бомбардирів в своїй команді.
У сезоні 1937 року, форвард зі своїми партнерами стали бронзовими медалістами чемпіонату. З серпня того ж року Микола Махиня, в інтересах команди став грати на позиції захисника. У новому для себе амплуа, відрізнявся самовідданою і непоступливою грою. У 1937 і 1938 роках ставав у складі київського «Динамо» володарем Кубка УРСР, за підсумками сезону 1938 року увійшов до списку «55 найкращих футболістів СРСР». У 1937 році, у складі київського «Динамо», брав участь у матчі проти збірної Басконії, що здійснювала турне по СРСР.
У 1934–1940 роках був гравцем збірної Києва, зіграв п'ять поєдинків на першість СРСР серед команд міст в 1935 році. У 1934–1939 роках, входив до складу збірної УРСР, брав участь у переможному матчі команди республіки проти збірної клубів Туреччини в 1934 році і в двох переможних матчах, проти тієї ж турецької команди в 1936 році. Так само брав участь в турне збірної УРСР по Бельгії і Франції, де влітку 1935 року, в одному з матчів з професійним клубом «Ред Стар», українці здобули сенсаційну перемогу з рахунком 6:1.
У сезоні 1941 року захисник, який роком раніше став майстром спорту СРСР, встиг узяти участь в 9 поєдинках. З початком радянсько-німецької війни, Микола Махиня брав участь в обороні Києва. Пізніше, за проявлену відвагу і мужність був нагороджений орденом Вітчизняної війни II ступеня. Після відступу радянських військ, в червні 1942 року направлений в Казань, де до квітня 1943 року був гравцем місцевої динамівської команди.
У травні-червні 1943 року знаходився в складі московських динамівців, після чого направлений до Харкова, де в повоєнному місті налагоджував футбольне господарство. У 1944 році повернувся до Києва, був граючим тренером і капітаном рідного «Динамо», остаточно повісивши бутси на цвях лише в 1947 році. У 1946 році Миколі Махині було присвоєно почесне звання Заслуженого майстра спорту СРСР.

### Кар'єра тренера та викладача
У 1944 році Микола Борисович взявся за відродження київського «Динамо», в один з найскладніших періодів в його історії. Команду практично довелося створювати заново. В цей час Махиня був її гравцем і старшим тренером. Прийнявши «Динамо» у віці 31 року, Махиня став наймолодшим тренером в історії команди. Уже в 1944 році динамівці здобули свій перший трофей в післявоєнний період, перемігши в розіграші Кубка УРСР. А от у чемпіонаті СРСР як наставник Махиня так і не зіграв, ставши єдиним тренером київського «Динамо», що не брав участі в чемпіонаті країни. Під його керівництвом кияни провели лише один офіційний поєдинок на Кубок СРСР проти московського «Спартака», в якому поступилися в додатковий час 1:2, а також зіграли понад 20 товариських матчів. Перед початком першого післявоєнного чемпіонату СРСР, в квітні 1945 року, його на посаді старшого тренера змінив Лев Корчебоков. Сам же Микола ще протягом двох з половиною років виступав за динамівців як футболіст.
З 1947 року Микола Махиня тренував армійську команду Києва ОБО (Окружний будинок офіцерів), з якою став чемпіоном Збройних сил СРСР, а в 1949 і 1951 роках призводить команду до перемог в чемпіонаті УРСР.
У 1954 році Микола Махиня бере участь у створенні київської ФШМ (Футбольної школи молоді), й якій став її першим директором і старшим тренером.
У 1959–1961 роках знову працює з армійськими командами Києва, після чого береться тренувати збірну Української РСР глухонімих і двічі перемагає з цією командою в першостях СРСР серед футболістів з обмеженим слухом. У 1962 році удостоєний звання «Заслужений тренер УРСР».
З 1961 по 1979 рік Микола Борисович Махиня працював на викладацьких роботах — спочатку асистентом, а потім викладачем і доцентом кафедри фізвиховання Київського інституту інженерів цивільної авіації.

## Досягнення

### Як гравець
- Чемпіон УРСР: 1936. 1944.
- Володар кубка УРСР: 1937, 1938, 1944, 1946, 1947
- Володар кубка сезону УРСР: 1936. 1937.
- Срібний призер чемпіонату СРСР: 1936 (весна)
- Бронзовий призер чемпіонату СРСР: 1937

### Як тренер
- Володар кубка УРСР: 1944
- Чемпіон УРСР: 1949, 1951
- Чемпіон Збройних сил СРСР: 1950
- Переможець першості СРСР серед глухонімих: 1961, 1962

### Індивідуальні
- У списку 55 найкращих футболістів Радянського Союзу: 1935 (під № 3).
- У списку 33 найкращих футболістів Радянського Союзу: 1938 (під № 4)
- Майстер спорту СРСР: 1940
- Заслужений майстер спорту СРСР: 1946
- Заслужений тренер УРСР: 1962